# Алессандро Морі Нунєс
Алессандро Морі Нунєс (порт. Alessandro Mori Nunes, нар. 10 січня 1979, Асіс-Шатобріан) — колишній бразильський футболіст, що грав на позиції захисника.

## Ігрова кар'єра
Народився 10 січня 1979 року в місті Асіс-Шатобріан. Вихованець футбольної школи клубу «Фламенго». Дорослу футбольну кар'єру розпочав 1998 року в основній команді того ж клубу, в якій провів чотири сезони, взявши участь у 55 матчах чемпіонату. Після цього недовго пограв за «Палмейрас» та «Фламенго».
Влітку 2003 року перейшов у «Динамо» (Київ), проте не заграв у команді і віддавався в оренду до «Крузейру» та «Греміо», після чого залишив «Динамо»
Протягом 2007 року захищав кольори «Сантуса», але по завершенні сезону не зміг узгодити новий контракт з клубом, який закінчився 31 грудня 2007 року.
До складу клубу «Корінтіанс» приєднався на початку 2008 року на правах вільного агента. «Тімао» тоді очолював Мано Менезес, з яким Алессандро був знайомий ще будучи гравцем «Греміо», і з яким він разом вигравав Серію B. Ситуація повторилася і в тому році, оскільки другий по популярності клуб країни за підсумками 2007 року вилетів з Серії A. Алессандро допоміг своїй новій команді виграти Серію B, а вже в наступному році завоювати Кубок Бразилії, і разом з ним отримати путівку в Кубок Лібертадорес. Це дозволило залучити додаткових спонсорів і незабаром «Корінтіанс» став знову боротися за найвищі місця. За підсумками чемпіонату 2010 «Тімао» знову здобули путівку в Кубок Лібертадорес, але тільки в його попередню стадію.
На початку 2011 року Корінтіанс сенсаційно не зміг подолати попередню стадію Кубка Лібертадорес, через що достроково завершив кар'єру Роналдо, і також залишив команду Роберто Карлос. Відхід таких авторитетних гравців привів до необхідності вибору капітана. Спочатку їм став Шикан, але незабаром він посварився з тренером Тіте і пов'язка перейшла до Алессандро.
У 2011 році «Корінтіанс» став чемпіоном Бразилії, у 2012 році вперше у своїй історії дійшов до фіналу і виграв Кубок Лібертадорес. Алессандро пропустив п'ять з шести матчів групового турніру (крім першого) в цьому турнірі через травми, але до вирішальних ігор встиг відновитися. Перемога у континентальному трофеї дала змогу клубу того ж року вперше в історії взяти участь у клубному чемпіонаті світу, де Алессандро виводив команду в статусі капітана і допоміг їй здобути трофей.
Влітку 2013 року взяв з командою участь у Рекопі Південної Америки. «Корінтіанс» здолав у двох матчах «Сан-Паулу» і вперше завоював цей трофей, проте Алессандро на поле в тих матчах не виходив. В кінці того ж року завершив професійну кар'єру. Всього встиг відіграти за команду з Сан-Паулу 142 матчі в національному чемпіонаті і забити 2 голи. Також зіграв 15 матчів у національному кубку, 21 матч у континентальних змаганнях і понад 80 в інших турнірах.

## Титули і досягнення
- Переможець Ліги Каріока (3):

«Фламенго»: 1999, 2000, 2001
- Чемпіон України (1):

«Динамо» (Київ):  2003–04
- Володар Суперкубка України (1):

«Динамо» (Київ):  2004
- Переможець Ліги Гаушу (1):

«Греміо»: 2006
- Переможець Ліги Пауліста (3):

«Сантус»: 2007
«Корінтіанс»:  2009, 2013
- Володар Кубка Бразилії (1):

«Корінтіанс»: 2009
- Чемпіон Бразилії (1):

«Корінтіанс»:  2011
- Володар Кубка Лібертадорес (1):

«Корінтіанс»: 2012
- Переможець Клубного чемпіонату світу (1):

«Корінтіанс»: 2012
- Переможець Рекопи Південної Америки (1):

«Корінтіанс»: 2013